# Franciscejski kataster
Franciscejski kataster je vrsta davčnega popisa, ki se je v letih 1818-1828 uveljavila v habsburških dednih deželah, po reformah cesarja Franca I. Je naslednik Jožefinskega katastra. Napisan je v nemščini. Kataster vsebuje spisovni in mapni del. Katastrske mape so barvne, večinoma risane v merilu 1:2880, osnovna mera pa je katastrska občina.

## Jožefinska vojaška merjenja
Avstrijsko cesarstvo je kot vojaška sila začela v 18. stoletju izdelovati terenske karte za boljšo orientacijo vojske na terenu. Karte so nastale v letih 1763-1787 v avstrijskem vojaškem štabu, na podlagi ukaza cesarja Jožefa II. (prva vojaška topografska izmera). Na kartah so uporabljali merilo 1:28800, razdeljene pa so bile v 400 sekcij (posameznih kart), ki so bile zelo podrobne (podatki o vodah, gozdovih, mestih), šle pa so do nivoja posameznih hiš. Na podlagi teh merjenj je bilo prvič kartirano tudi slovensko ozemlje, in sicer 1780 Ogrska, do 1784 pa celotno slovensko ozemlje. Uporabljali so slovenska topografska imena z ogrskim pravopisom, to pa zato, ker so začeli kartirati tam, in so se tam tudi prvič srečali s slovanskimi imeni. Mape jožefinskih vojaških merjenj so imele do 19. stoletja oznako vojaške tajnosti, zato so bile znanosti dolgo nedostopne.

## Izdelava Franciscejskega katastra
Podlaga za Franciscejski kataster je cesarski patent cesarja Franca I. iz leta 1818 (dela so končali 1828), predhodnik pa je bil Franciscejski kataster za italijansko ozemlje, imenovan tudi Milanski kataster (merilo 1:2000). Franciscejski kataster je risala vojska (geodeti in častniki), in je bil zadnji kataster, risan v celoti na terenu, hkrati pa prvi, ki je bil risan s pomočjo merilnih instrumentov. V okrožju vsake dežele so vzpostavili posebno komisijo, najmanjša enota katastra pa je bila katastrska občina (velikost približno 7 km2).

## Vsebina Franciscejskega katastra
Franciscejski kataster so za potrebe davčne odmere hranili v okrajnem katastrskem uradu, za dežele pa v mapnem arhivu.
Osnovno merilo je 1:2880 (triangulacijska mreža), ena katastrska občina pa je lahko prišla na več mapnih listov.
Za vsako občino sta na voljo grafični in spisovni del (zapisnik).

### Grafični del (katastrske mape)
Vsak mapni list meri 1 kvadratno miljo, in je označen z rimsko številko. Merila se razlikujejo glede na teren. V gorah je merilo ponekod 1:5760, v mestih 1:1440.
Mape so barvne, in izkazujejo različne značilnosti terena:
- Njive: Rumeno-rjava barva.
- Vrtovi: Zelena barva.
- Objekti: Rdeči (zidani), rumeni (leseni), temno rdeči (javne stavbe).
- Gozd: Temno siva barva.
- Voda: Izrisana v odtenkih modre.
- Ceste: Rdeče (kamnite), rjave (poljske poti).

Parcelne številke so črne ali rdeče, glede na tip zemljišča. W označuje pašnik (weide).
Po letu 1840 so začeli v kataster vnašati tudi spremembe, te karte se imenujejo tudi rektifikacijske mape.

### Spisovni del (zapisnik)
Zapisnik opisuje meje neke katastrske občine, in je sestavljen iz več delov:
- Zapisnik zemljiških parcel: Opisuje vse meje katastrskih občin.
- Zapisnik stavbnih parcel: Definira, za kakšno vrsto stavbe gre; razlikuje se zidane in lesene, ter ali je pritlična ali nadstropna stavba.
- Abecedni seznam posestnikov vseh parcel (tudi če niso iz te katastrske občine).

Franciscejski kataster nima kategorije, kateremu zemljiškemu gospostvu je pripadalo neko zemljišče. Od leta 1830 ima Franciscejski kataster tudi C.O. - cenilne operate, ki so definirali, koliko katastrskega dohodka prinaša posamezna parcela, ter druge podatke, ki so nastali na podlagi kasnejših popisov prebivalstva.

## Reambulančni kataster
Reambulančni ali obnovljeni kataster je nastal leta 1869, urejen pa je podobno kot Franciscejski kataster, vendar je usklajen z novo zemljiško knjigo. Z uvedbo metrskega sistema leta 1876 so ukinili orale in klaftre, namesto tega pa so začeli uporabljati hektar (1 oral = 0,57 Ha). Reambulančni kataster je dobro ohranjen za Kranjsko, za Koroško in Prekmurje pa le delno ohranjen.

## Današnje stanje Franciscejskega katastra
Franciscejski kataster je retrospektivni vir za stoletja nazaj. Za raziskave ga uporabljajo arhitekti, urbanisti, jezikoslovci, etnologi, gospodarski zgodovinarji, vinarji, geografi, ipd.
Gradiva Franciscejskega katastra za Kranjsko, Koroško, Prekmurje in slovensko primorje so danes dostopna v Arhivu Republike Slovenije v Ljubljani, v obliki kopij. Mape so bile tudi digitalizirane, in so prosto dostopne preko spleta. Enako dostopen je tudi Reambulančni kataster za Kranjsko.